# دهگاه کنده‌ای
دهگاه کنده‌ای، روستایی از توابع بخش کوهمره شهرستان کوه‌چنار در استان فارس ایران است.
زبان و لهجه
مردمان این روستا به زبان اچمی سخن می گویند 

## جمعیت
این روستا در دهستان ابوالحیات قرار دارد و براساس سرشماری مرکز آمار ایران در سال ۱۳۸۵، جمعیت آن ۲۵ نفر (۴خانوار) بوده‌است.